# Liste der Fluggesellschaften in Papua-Neuguinea
Dies ist eine Liste der Fluggesellschaften in Papua-Neuguinea.

## Aktuelle Fluggesellschaften
Quelle:
- Air Niugini (seit 1973)

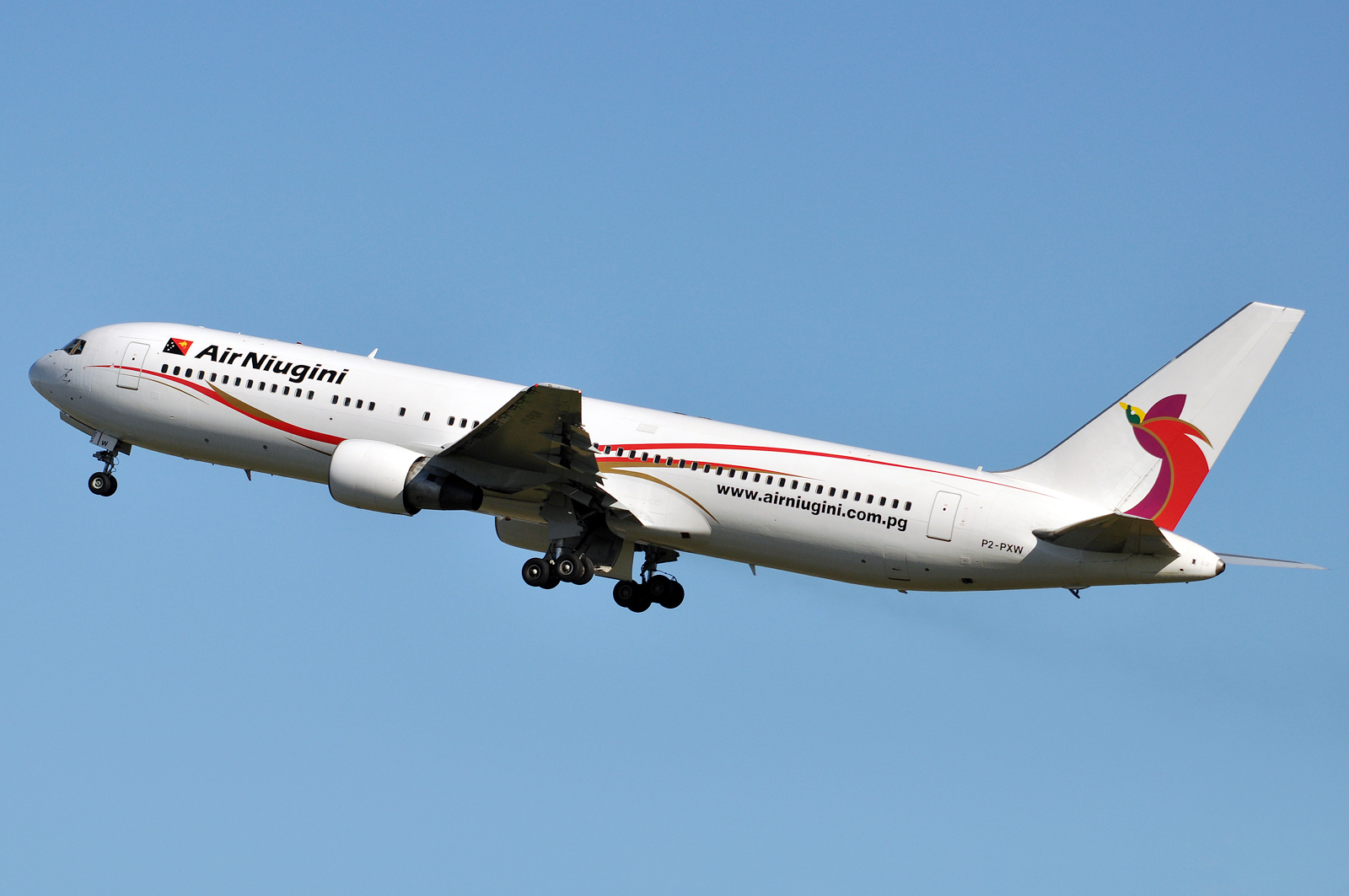
Air Niguini Boeing 767

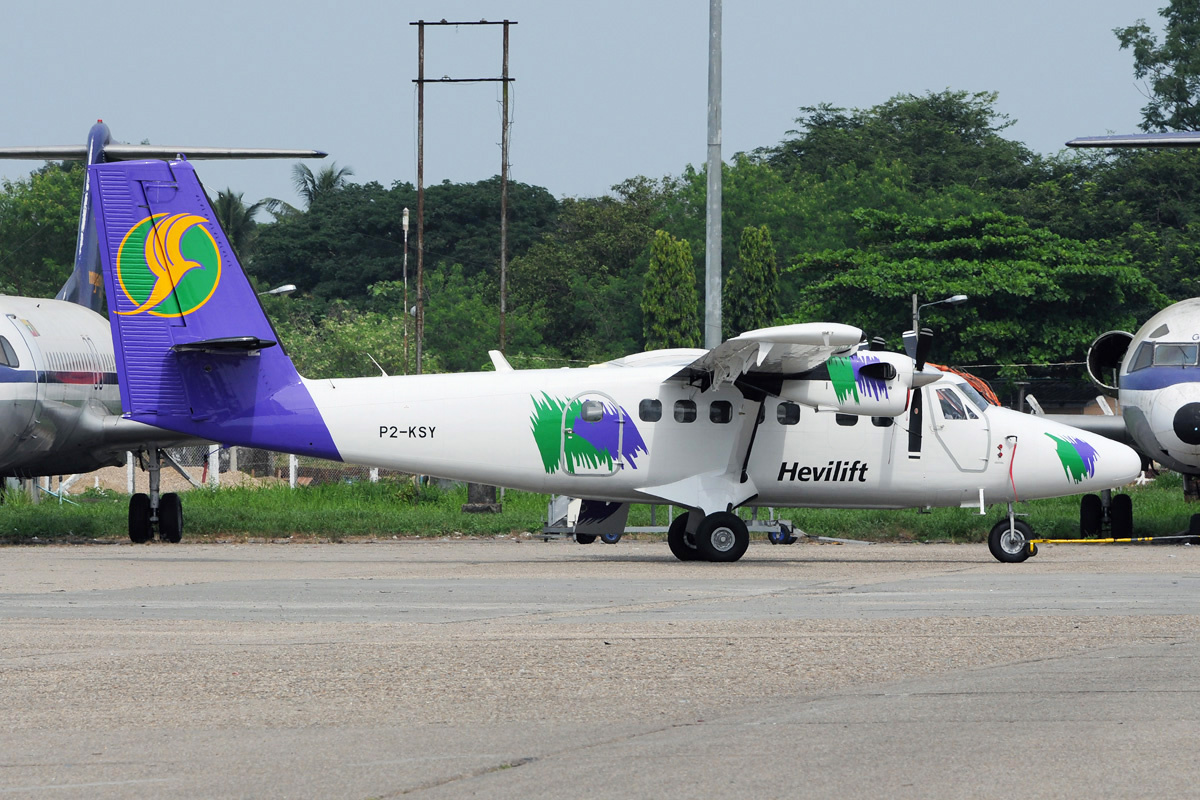
Hevilift Viking Air DHC-6 Twin Otter

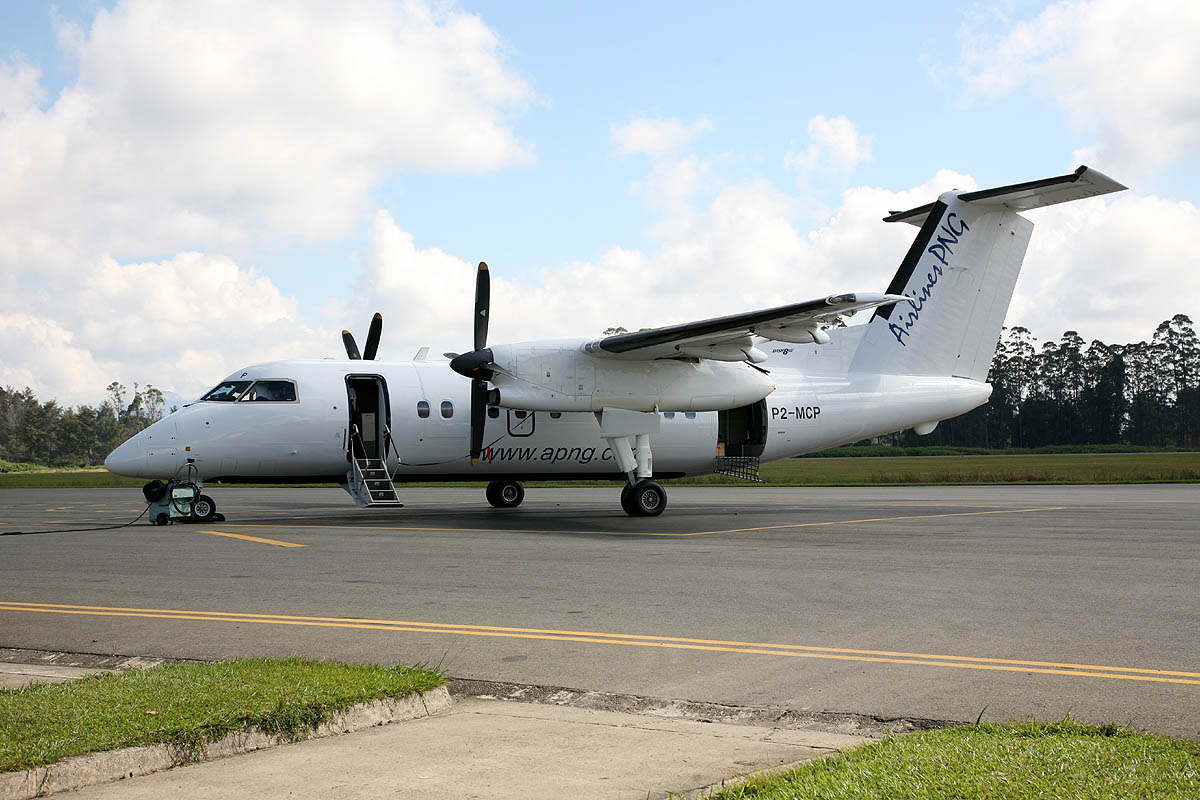
PNG Air DHC-8

- Asia Pacific Airlines (Papua-Neuguinea) (seit 1991)
- Borneo Air Service (seit 2011)
- Central Aviation
- Helifix
- Hevilift (PNG) (seit 1982)
- Islands Nationair (seit 1984)
- Link PNG (seit 2014)
- Lynden Air Cargo PNG (seit 2011)
- Mission Aviation Fellowship of Papua New Guinea (seit 1951)
- North Coast Aviation (seit 1990)
- Ok Tedi Development Foundation (seit 2012)
- PNG Air (seit 1987) früher MBA - Milne Bay Air
- SIL Aviation (seit 1956)
- South West Air (PNG)
- Transniugini Airways (seit 1991)
- Tropicair (PNG) (seit 1998)

## Ehemalige Fluggesellschaften
Quelle:
- Aerial Tours (1995–1966)
- Air Bougainville (2010)

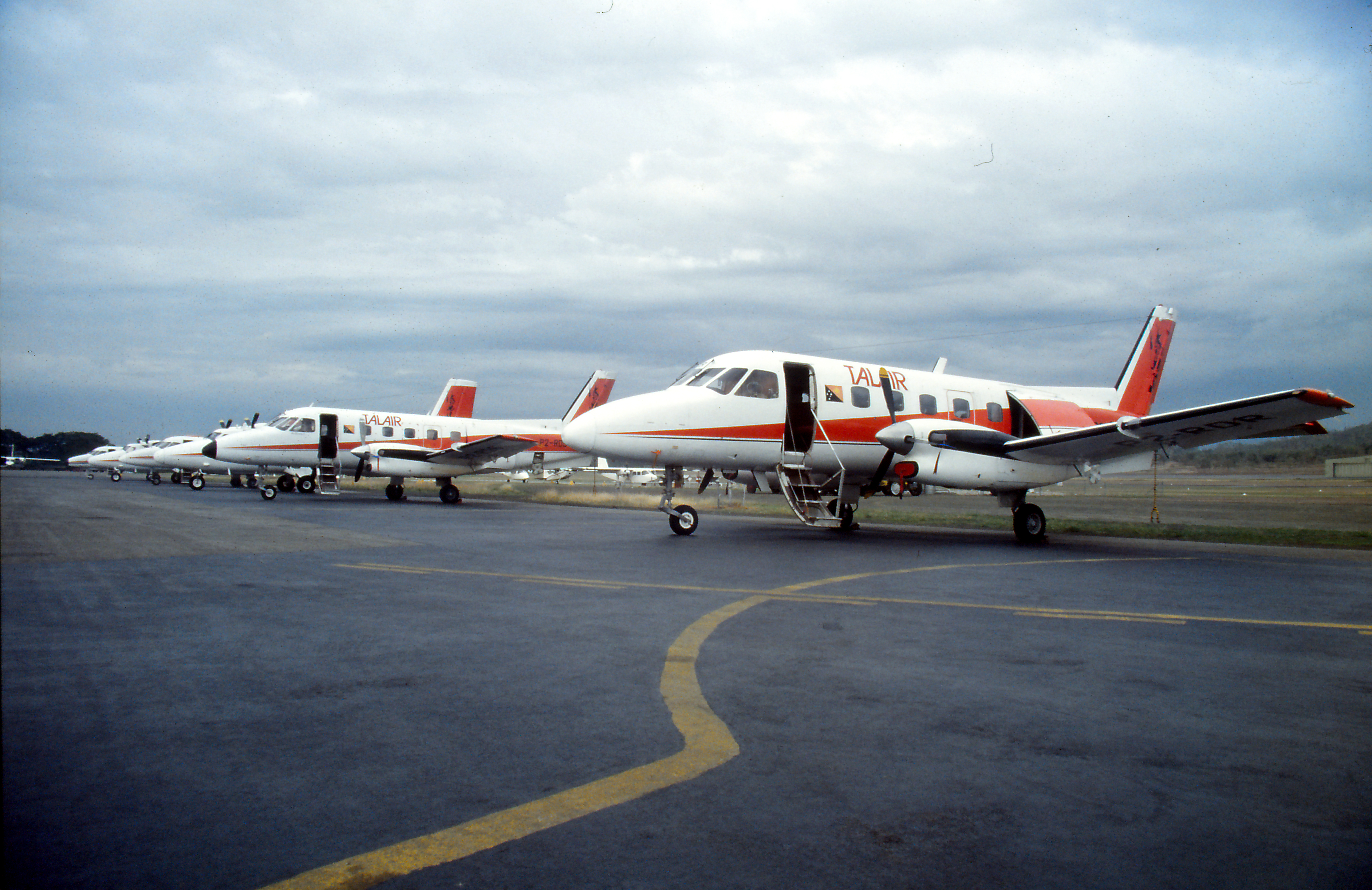
Talair EMB-110

- Airlines PNG (2001–2015) <  Milne Bay Air (1987–2001)
- Airlink (Papua-Neuguinea) (1989–2007)
- Air Manubada
- Air Sanga
- Amphibious Airways (1953–1956)
- Ansett PNG (1963–1967) < Ansett-MAL (Mandated Airlines + Gibbes Sepik Airways + Madang Air Service)
- Central Air Transport (1999–)
- Fubilan Air Transport
- Goroka Air Services (1995–)
- Island Airways (1988–)
- MBA - Milne Bay Air (1987–2001) > Airlines PNG
- National Aviation Services (1983–)
- NTM Aviation (1975–)
- Regional Air (Papua New Guinea) (1993–)
- Sunbird Aviation
- Talair (1952–1993)
- Travel Air (2011–2016)
- Vanair (1992–)